# Трибухівська сільська територіальна громада
Трибухівська сільська громада — територіальна громада в Україні, у Чортківському районі Тернопільської области. Адміністративний центр — с. Трибухівці.
Площа громади — 116,2 км², населення — 8817 осіб (2020).
Утворена 20 вересня 2016 року шляхом об'єднання Пишківської та Трибухівської сільських рад Бучацького району.
5 червня 2019 року до громади приєдналася Цвітівська сільська рада Бучацького району.
19 липня 2020 року, в результаті адміністративно-територіальної реформи та ліквідації Бучацького району, увійшла до складу новоутвореного Чортківського району.

## Населені пункти
У складі громади 7 сіл:
- Мартинівка
- Медведівці
- Новоставці
- Пилява
- Пишківці
- Трибухівці
- Цвітова